# ورم دموي ثديي
التجمع الدموي في الثدي هو عبارة عن تجمع الدم داخل الثدي، وينشأ بسبب النزيف الداخلي، كما يُمكن أن ينشأ بسبب الرضخ (إصابة الثدي أو الجراحة) أو بسبب آخر غيره.

## الأعراض
الأعراض قد تشمل تغير لون الثدي الظاهر (كدمات)، أو ألم الثدي، وكذلك التورم.
كما تجدر الإشارة إلى أن الأعراض قد تكون مماثلة لتلك التي تصاحب مرض الثدي الكيسي الليفي.

## الأسباب
قد يظهر التجمع الدموي في الثدي بسبب الصدمة أو الرضخة المباشرة للثدي، على سبيل المثال ممكن أن يكون السبب إصابة رياضية أو حادث طريق،  أو من الممكن عند تصادم السيارات  التي يحدث فيها إصابة حزام الأمان للثدي.
كما يمكن أن يكون التجمع الدموي ناتج عن عملية جراحية في الثدي، وعادة ما يكون السبب نزيف ما بعد الجراحة، هذا وقد يحدث النزيف بعد فترة وجيزة من التدخل أو بعد عدة أيام ويمكن أن يحدث عند عمل الجراحة التجميلية (على سبيل المثال تصغير الثدي أو تعزيز/تكبير الثدي) وأيضا من عملية جراحية غير تجميلية (على سبيل المثال إزالة العقدة الليمفاوية، استئصال الكتلة، أو استئصال الثدي).  ومن النادر أن يحدث التجمع الدموي من خزعة الثدي.
من النادر أن يحدث التجمع الثدي الدموي بشكل عفوي بسبب تمزق الأوعية الدموية في الثدي، وخاصة في الأشخاص الذين يعانون من الاعتلال الخثري 
 أو بعد استخدام أدوية منع التجلط أو ترقق الدم على المدى الطويل مثل الأسبرين أو الإيبوبروفين. 

## التشخيص
عندما يكون هناك تجمع دموي ما بعد الجراحة بعد جراحة الثدي أو خزعة الإبرة الأساسية، فالفحص بالموجات فوق الصوتية للثدي مهم من أجل التفريق بين التجمع الدموي وغيرها من المضاعفات المحتملة بعد الجراحة مثل الخراج أو سيروما  (بالإنجليزية: Seroma)‏ عادة ما يكون التجمع الدموي في الثدي مرئي أو ظاهر في تصوير الثدي الشعاعي. أيضا عند ال تصوير بالرنين المغناطيسي. كما يمكن استخدام  الخزعة للتشخيص والتفريق بين سرطان الثدي والتجمع الدموي في الثدي.
الدراسة المتأنية للتاريخ المرضي للمريض مهمة لتشخيص التجمع  الدموي في الثدي.

## الفيزيولوجيا المرضية
التجمع الدموي الصغير في الثدي غالبا ما ينحل من تلقاء نفسه في غضون عدة أيام أو أسابيع عن طريق إعادة امتصاص الدم.
التجمع الدموي الكبير من المرجح أن يؤدي إلى التهاب أو تليف.
يمكن أن يؤدي التجمع الدموي في الثدي  في بعض الأحيان إلى تلون الجلد، الالتهاب، أو الحمى. وعندما يحل التجمع الدموي، قد يصبح متليف، تاركا وراءه ندبا. 
التجمع الدموي في الثدي الناتج بعد الجراحة من الممكن أن يعيق التئام الجروح. وعلاوة على ذلك، يعد التجمع الدموي أحد عوامل الخطر للإصابة بالعدوى. هناك أدلة أولية تشير إلى أن وجود التورم الدموي بعد جراحة زراعة الثدي يزيد من خطورة  التقلص الكبسولي.
يمكن بسهولة الخلط بين أنسجة الندبة الناتجة عن التورم الدموي في الثدي مع أنسجة الورم، عند فحص سرطان الثدي وخاصة في السنوات الأولى بعد العملية الجراحية.  وأيضا من الممكن أن يحدث نخر دهني في المنطقة المعنية في الثدي.

## العلاج
تتطلب الملاحظة السريرية فقط، مع الموجات فوق الصوتية لرصد الانحلال الدموي عندما يكون التجمع الدموي صغير ولا يسبب عدم ارتياح.
عندما يكون التجمع الدموي في الثدي كبير والتي لا تصغر مع مرور الأيام أو التي تسبب عدم الراحة، تتطلب النزح أو صرف التجمع الدموي (تصريف الدم عبر أنبوب).
وأيضا يتم استخدام نزح التورم الدموي في الثدي الناتج بعد جراحة استئصال الورم الخبيث، وذلك لأن التجمع الدموي الذي يتم علاجه عن طريق العلاج بالأشعة غير مجدي. يمكن نزح التجمع الدموي مؤخرا عن طريق الخزع بالإبر أو يكون عن طريق فتح جراحي لنزح أو صرف التجمع الدموي (نادراً).

## اقرأ أيضا
- تقلص كبسولي
- فحص سرطان الثدي